# Anelosimus dialeucon
Anelosimus dialeucon là một loài nhện trong họ Theridiidae.
Loài này thuộc chi Anelosimus. Anelosimus dialeucon được Eugène Simon miêu tả năm 1890.